# Диема +
Диема + е бивш български телевизионен канал.

## История
Основан е през 1999 г. като първи канал от групата на Диема Вижън. През годините каналът придобива популярност и през 2003 г. стартира втори канал – „Диема 2“. В края на 2005 г. каналите са продадени на Apace Media, собственост на Камен Воденичаров, а през март 2007 г. заедно с телевизия MM е обединена в съдружната компания Balkan Media Group с шведската компания Modern Times Group. На 3 септември 2007 г. каналът е ребрандиран в „Диема“.